# Ostoja Gaj
Ostoja Gaj (kod LH260027) – specjalny obszar ochrony siedlisk sieci Natura 2000, zlokalizowany na terenie województwa świętokrzyskiego.
Obszar obejmuje powierzchnię 468,20 ha
Teren składający się z dwóch powiązanych ze sobą enklaw wyznaczony został w celu długotrwałego zabezpieczenia naturalnych siedlisk życia.

## Sidliska pod ochroną
- grąd środkowoeuropejski i subkontynentalny (Galio-Carpinetum, Tilio-Carpinetum)[1]
- ciepłolubne dąbrowy (Quercetalia pubescenti petraeae)[1]